# NGC 3195
NGC 3195 là một tinh vân hành tinh nằm trong chòm sao Chamaeleon. Nó là phía nam nhất của tất cả các tinh vân hành tinh khá lớn trên bầu trời và vẫn vô hình đối với tất cả các nhà quan sát phía bắc. Được phát hiện bởi Sir John Herschel vào năm 1835, tinh vân hành tinh có cấp sao biểu kiến 11,6  này có hình dạng hơi hình bầu dục, với kích thước 40 × 35 giây giây và có thể nhìn thấy rõ trong khẩu độ kính viễn vọng 10,5 xentimét (4,1 in) ở độ phóng đại thấp.
Quang phổ cho thấy NGC 3195 đang tiếp cận Trái Đất với tốc độ 17 kilômét trên giây (11 mi/s), trong khi độ mờ đục đang mở rộng ở khoảng 40 kilômét trên giây (25 mi/s). Ngôi sao trung tâm được liệt kê là cường độ> 15,3V hoặc 16,1B. Khoảng cách ước tính khoảng 1,7 kpc.